# نيلتون فاريلا
نيلتون فاريلا (بالبرتغالية: Nilton Varela) هو لاعب كرة قدم برتغالي في مركز الدفاع، ولد في 25 مايو 2001 في البرتغال. لعب مع سبورتينغ لشبونة.

## وصلات خارجية
- نيلتون فاريلا على موقع قاعدة بيانات كرة القدم.إي يو (الإنجليزية)
- نيلتون فاريلا على موقع Soccerway.com (الإنجليزية)